# Georg Groddeck
Georg Groddeck (Bad Kösen, 13 oktober 1866 – Knonau, 11 juni 1934) was een Duitse arts, psychosomaticus en schrijver. 
Groddeck was afkomstig uit een Danzigse patriciërsfamilie. Hij werkte na zijn studie geneeskunde (promotie in 1889 te Berlijn) als medewerker van de lijfarts van Bismarck. 
In 1900 opende hij in Baden-Baden het sanatorium Marienhöhe, dat hij tot zijn overlijden leidde. Als romanschrijver en psychoanalytisch essayist beïnvloedde Groddeck onder anderen Sigmund Freud (Briefe über das Es,, 1974), Erich Fromm en Sándor Ferenczi en werd hij internationaal erkend.
Groddeck schreef de Bildungsroman Ein Kind der Erde (1905) en de groteske psychoanalytische roman Der Seelensucher (1921). De impact van zijn werk werd in Duitsland onderbroken door het nationaalsocialisme; zijn boeken werden verbrand. Belangrijke werken zoals Der Mensch als Symbol (1933) en Das Buch vom Es. Psychoanalytische Briefe an eine Freundin (1923, herdrukken 1961, 1979) werden vanaf de jaren zestig opnieuw uitgegeven in de Bondsrepubliek Duitsland en kregen toenemende erkenning.
Groddeck wordt ook beschouwd als een van de grondleggers van de psychosomatische geneeskunde. Zijn manier om de relatie tussen lichaam en geest te formuleren, was door aan te nemen dat beide scheppingen zijn van een derde, onpersoonlijke kracht: das Es, het "Het".
Een uitgave van zijn werk verscheen tussen 1987 en 1989 in drie delen.